# لیویت ۵۳۸۳
سیارک ۵۳۸۳ (به انگلیسی: 5383 Leavitt، نامگذاری:4293T-2) پنج هزار و سیصد و هشتاد و سومین سیارک کشف شده‌است که در ۲۹ سپتامبر ۱۹۷۳ کشف شد.
قدر مطلق سیارک برابر ۱۳٫۲۰ است.